# 睡眠学習
睡眠学習（すいみんがくしゅう）とは、寝ている間に学習する勉強法である。

## 概要
1924年のJenkinsとDallenbachによる、記憶は覚醒中よりも睡眠中のほうが保持率が高いという実験結果（睡眠と記憶）が曲解されたという形で、記憶したい事を睡眠中に聞くだけで覚えられるという勉強法が生まれた。1932年に発表された小説「すばらしい新世界」では、社会の価値観を刷り込み、人々を思想統制ための方法として睡眠学習が登場する。日本では1960年代に枕にテープレコーダーを組み込んだ睡眠学習機器が発売され、1970年代には大ヒットとなり累計50万台を売り上げた。だが、この勉強法の場合ではテープに覚えたい事を吹き込む過程などで眠る前に記憶する事はあっても、睡眠中に聞くだけでは記憶する事はできないという認識が広まった事から睡眠学習機器は市場から姿を消した。
2009年には、アメリカ合衆国イリノイ州のノースウェスタン大学が画像の記憶と音の結びつきについての実験を行い、治験者らにその夜に再生された音により画像の記憶固定化が起こっていることが確認された。また、2012年の研究には、イスラエルのワイツマン科学研究所の神経学者らのグループが、覚醒時の学習なしに、被験者の睡眠中に匂いと音を条件づけて記憶させることに成功し、睡眠中に古い記憶が固定されているだけではなく、新しい学習を行える可能性も示した。
2014年には、スイス国立科学財団（SNSF）のバイオサイコロジスト、ビョーン・ラッシュは、眠っている間に外国語を聞き流すのは、学習に効果的であることを実験により証明し、この技術を使えば記憶が再活性化され、脳に記憶固定されるための助けになると、ジャーナル誌「Cerebral Cortex」に発表した。実験は60人のドイツ語ネイティブスピーカーである生徒を被験者とし、半数ずつに分け、両グループに午後10時に初めて学習するオランダ語の単語をいくつか学ばせ、その後、一つのグループにはノンレム睡眠中に、もう一方には起きたまま午後10時に学習した単語と同じものの録音を聞かせ、その後仮眠はさせなかった。午前2時に仮眠を取っていたグループは起こされ、眠らなかったグループとともに単語のいくつかをテストされたが、仮眠グループの方が単語の意味をよりよく理解していた。また、単語の聞き流しは起きていたグループには何の効果もなかった。この結果は、睡眠不足がその結果を招いたとも考えられるが、研究チームは、仮眠グループが睡眠中に、脳波を記録しており、タスクにより誘発される事象関連電位（ERP）は前頭部で鮮明に陰性電位を示し、前頭部徐波の周波数が上昇した上、単語の再生に伴う右前頭部及び左頭頂部でのシータ波の力が増大したことを確認している。頭頂葉は、感覚の情報の集積や、言語処理を行う役割を担っているため、とくに言語処理においては相関関係に特有の作用だと考えられる。シータ波は、覚醒時の記憶のエンコーディングと関係が深く、同様の現象が睡眠中にも惹起されるか、あるいはオリジナルの記憶を強化するのに役立っていると研究チームは考えた。
2016年に発表された、ドイツのアルベルト・ルートヴィヒ大学フライブルクの精神科医、クリストフ・ニッセンらのチーム研究から、睡眠には起床後の活動で形成されて複雑になった脳神経の電気的接続をリセットする作用があり、記憶と学習に対し重要な役割を担っていることが判明している。